# Swing (атракціон)

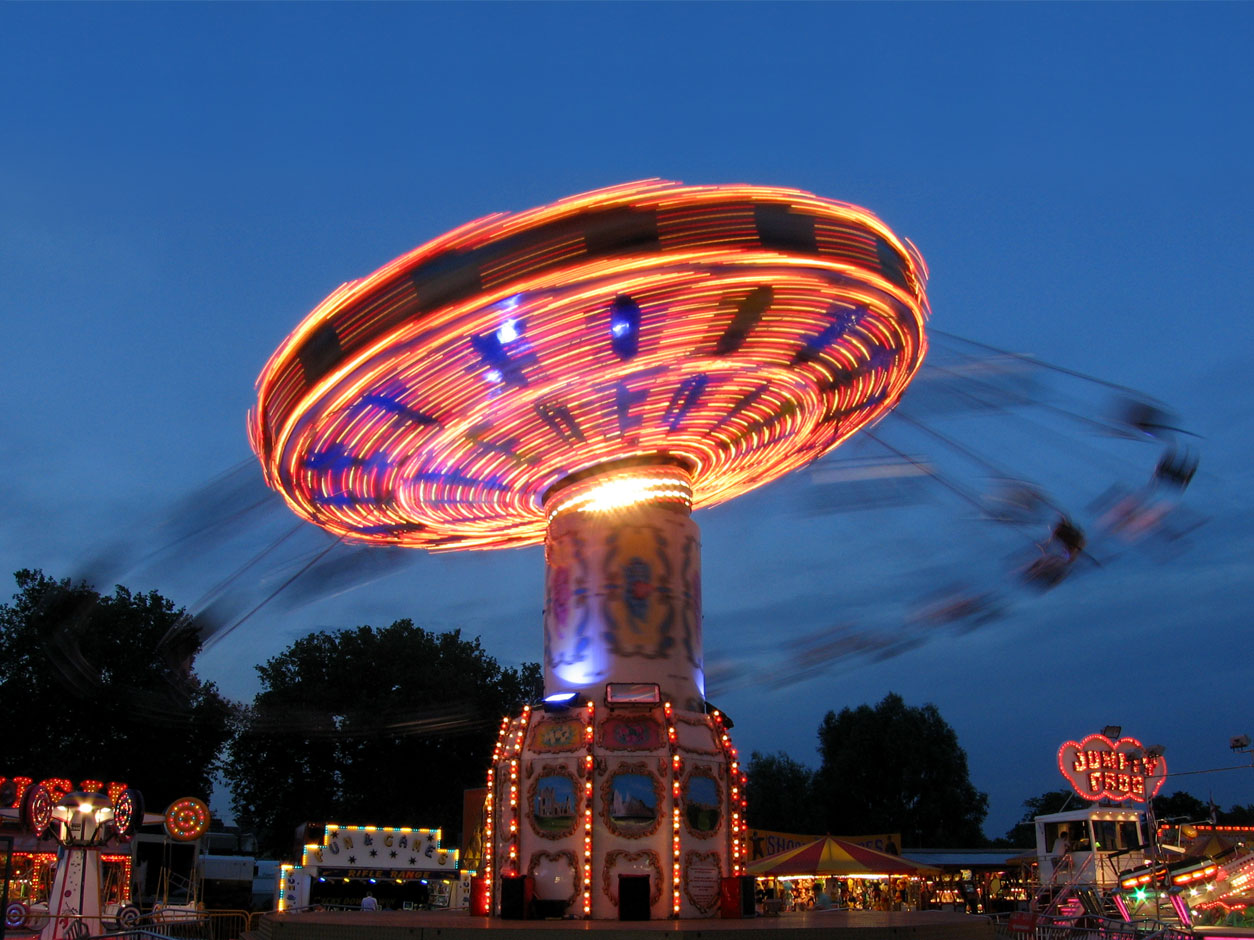
Swing Chair-O-Planes з похилим верхом

Swing або гойдака в кріслі  (іноді називають гойдалкою-каруселлю, гойдалкою, йо-йо) — це атракціон, який є різновидом каруселі, в якій сидіння підвішені до обертової верхньої частини каруселі. У деяких версіях, зокрема у Wave Swingers, обертова верхня частина каруселі також нахиляється для додаткових варіантів руху.

## Історія
Гойдалки були присутні в перших парках розваг. У парку Айдора в Окленді, штат Каліфорнія, у 1908 році атракціон називався «Літаюча гойдалка», але, схоже, він мав той самий принцип.
Прем'єра Chair-O-Planes відбулася в Німеччині в 1972 році, спроектована Zierer і побудована Францем Шварцкопфом, братом Антона Шварцкопфа. У 1974 році в рамках того ж партнерства дебютував перший портативний пристрій. З того часу Zierer побудував близько 200 одиниць. Інші виробники створили власні версії Chair-O-Planes, зокрема Zamperla, Chance Rides, Grover Watkins, Bertazzon, Preston &amp; Barbieri, Vekoma та Sanoyas Hishino Meisho.

## Галерея

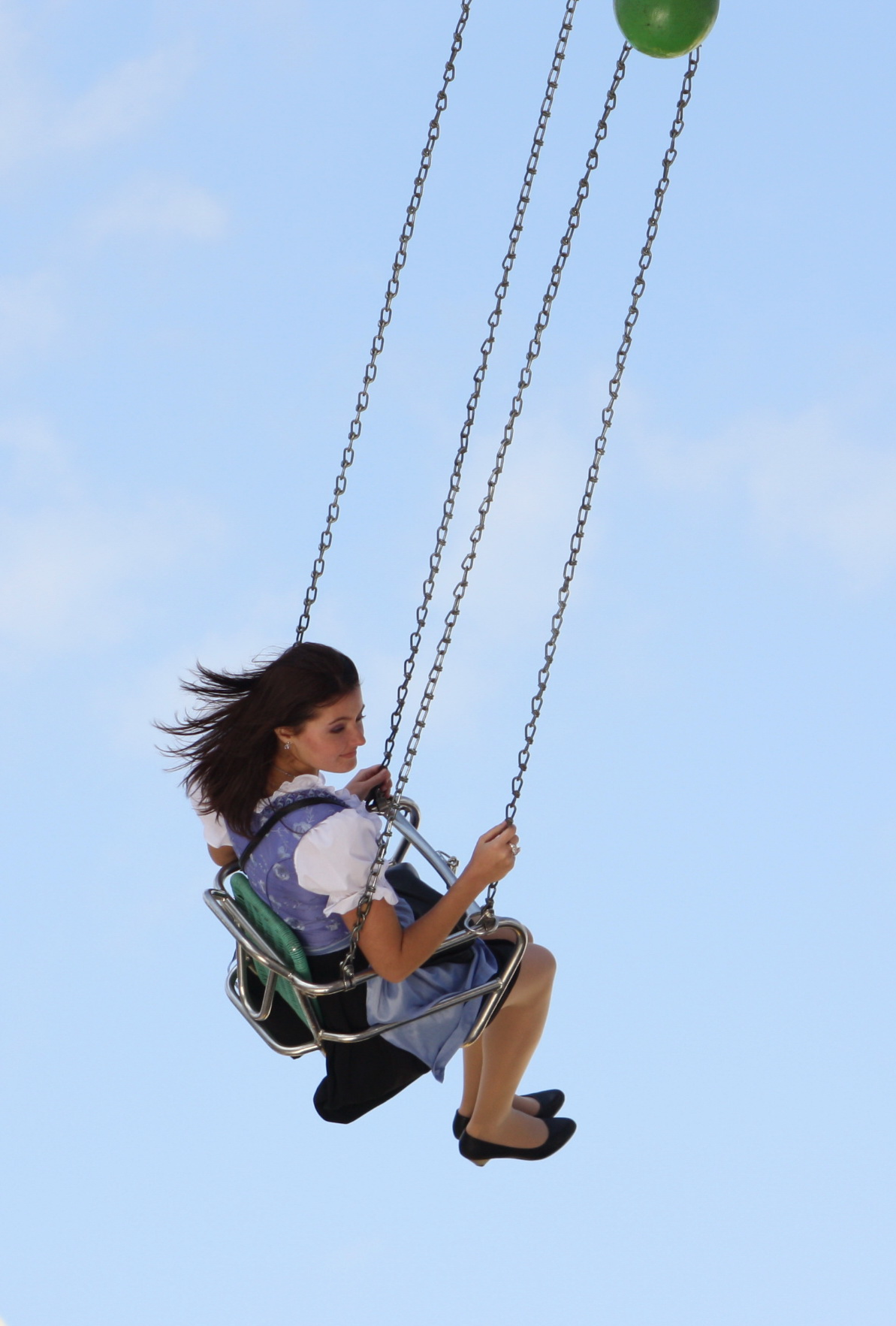
Жінка катається на swing на фестивалі Октоберфест у Мюнхені, Німеччина.
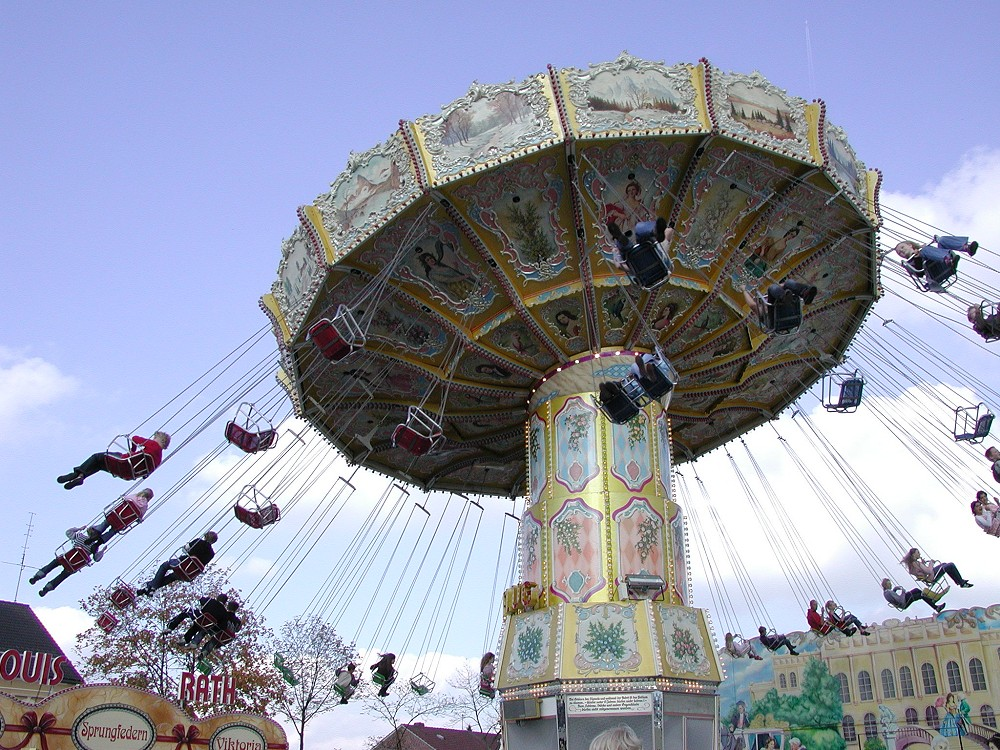
Chair-O-Planes або "Kettenkarussell" (ланцюгова карусель) на ярмарку Roonkarker Mart, Німеччина
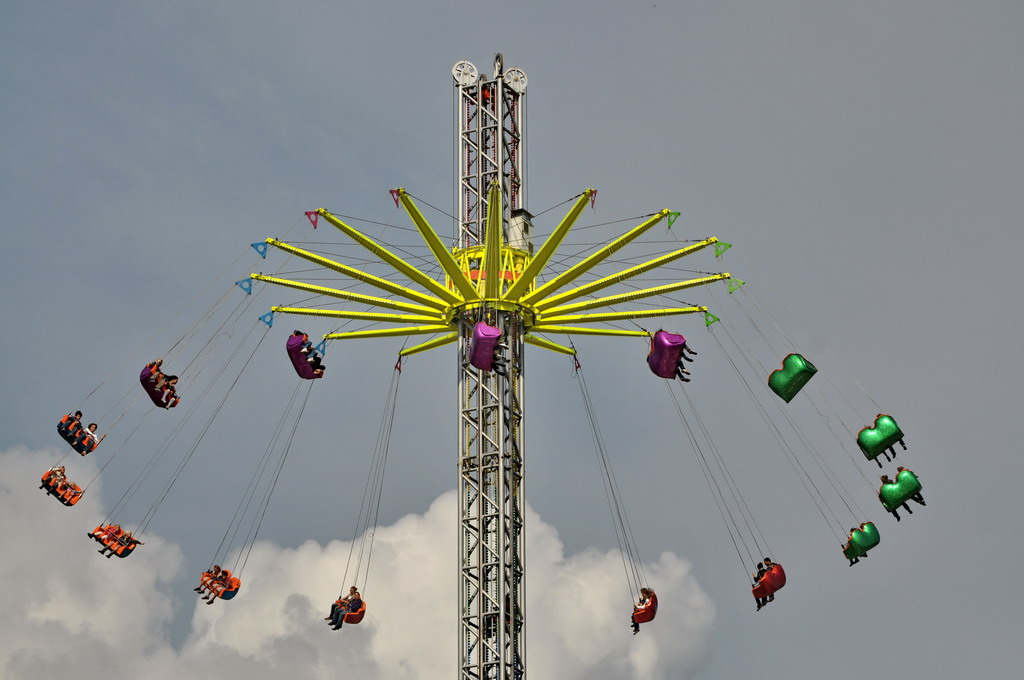
Навколо світу
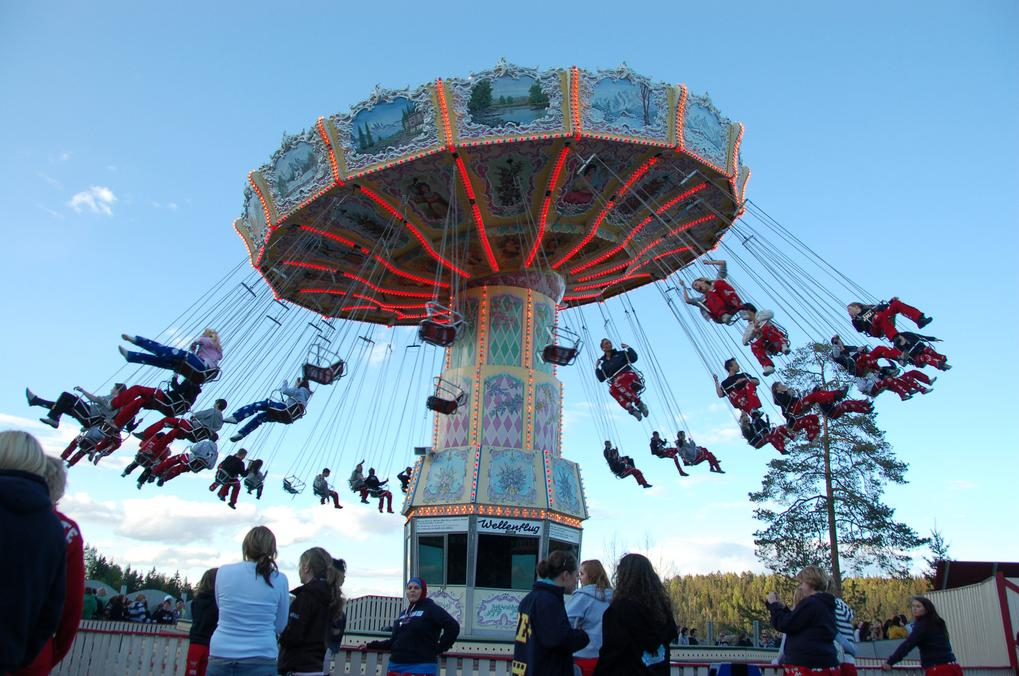
Sverrehusken a Wellenflieger у TusenFryd (Норвегія) у 2011 році
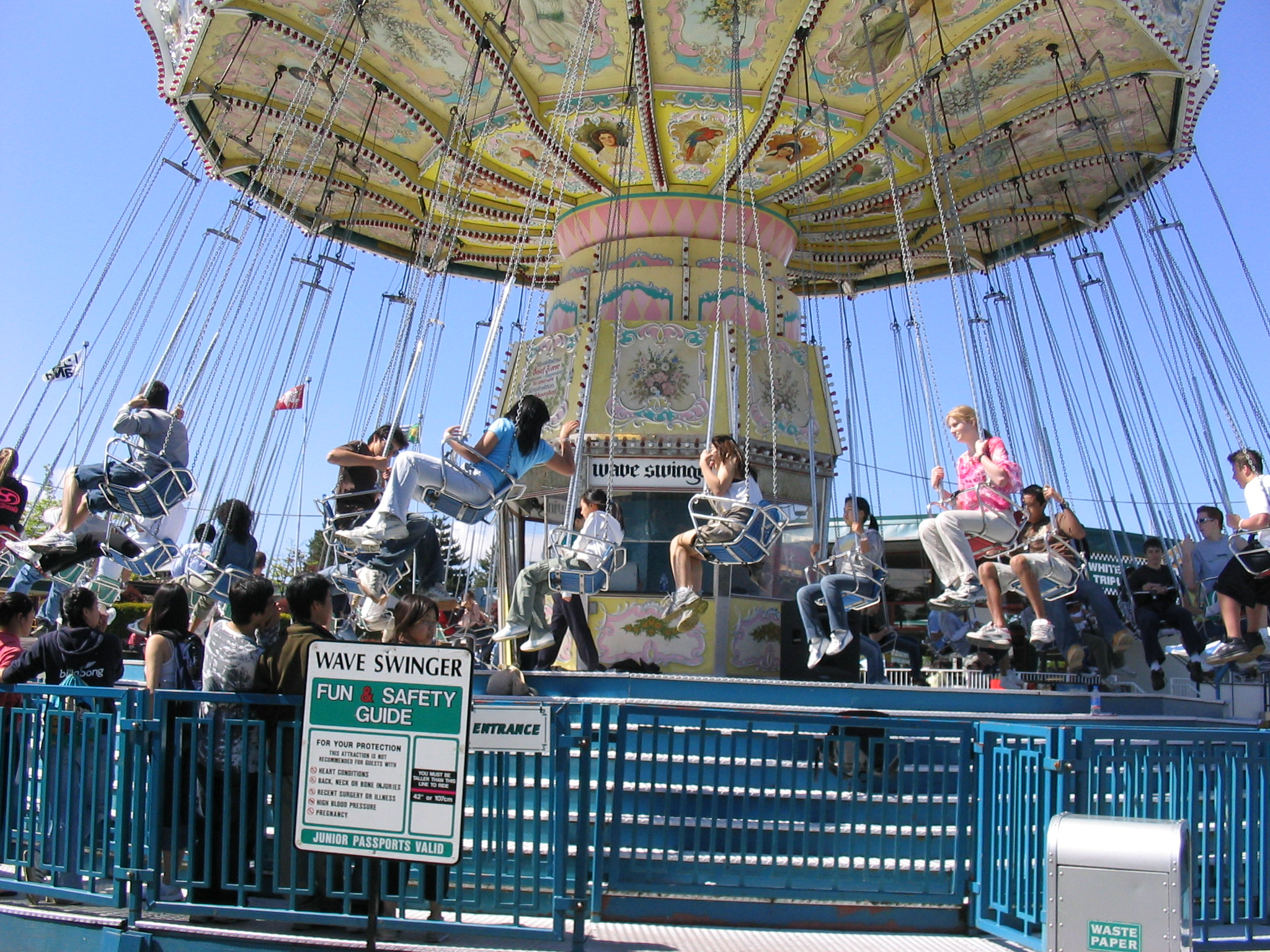
Поїздка Wave Swinger в Playland, Ванкувер, Британська Колумбія, Канада Wave Swinger в Playland, Ванкувер, Британська Колумбія, Канада
- Відео "Slänggungan" в Лісеберг, Гетеборг, Швеція.